# RGS10
RGS10‏ (Regulator of G protein signaling 10) هوَ بروتين يُشَفر بواسطة جين RGS10 في الإنسان.